# Bob Scott
Robert Franklin Scott, detto Bob (Watsonville, 4 ottobre 1928 – Darlington, 5 luglio 1954), è stato un pilota automobilistico statunitense.
Prese parte a 3 edizioni della 500 Miglia di Indianapolis tra il 1952 e il 1954.
Morì durante la corsa "Independence Day Sweepstakes" di Darlington nel 1954. Riposa nel cimitero di Inglewood a Los Angeles, California.
Tra il 1950 e il 1960 la 500 Miglia faceva parte del Campionato Mondiale di Formula 1, per questo motivo Scott secondo le statistiche di Formula 1 ha all'attivo 3 Gran Premi di Formula 1.

## Risultati in Formula 1
| 1952 | Scuderia         | Vettura           |  |     |  |  |  |  |  |  |  | Punti | Pos. |
| ---- | ---------------- | ----------------- |  | --- |  |  |  |  |  |  |  | ----- | ---- |
| 1952 | Ludson D. Morris | Kurtis Kraft 2000 |  | Rit |  |  |  |  |  |  |  | 0     |      |

| 1953 | Scuderia                                    | Vettura                        |  |    |  |  |  |  |  |  |  | Punti | Pos. |
| ---- | ------------------------------------------- | ------------------------------ |  | -- |  |  |  |  |  |  |  | ----- | ---- |
| 1953 | Belond Equa-Flow/Bromme McNamara/Lee Elkins | Bromme D Rit Kurtis Kraft 4000 |  | 12 |  |  |  |  |  |  |  | 0     |      |

| 1954 | Scuderia                                                                       | Vettura                                                                   |  |    |  |  |  |  |  |  |  | Punti | Pos. |
| ---- | ------------------------------------------------------------------------------ | ------------------------------------------------------------------------- |  | -- |  |  |  |  |  |  |  | ----- | ---- |
| 1954 | Brown Motors Peter Wales Trucking Ray Brady NQ Travelon Trailer/Ernest Ruiz NQ | Schroeder Rit Kurtis Kraft 4000 Kurtis Kraft 4000 NQ Kurtis Kraft 500A NQ |  | 18 |  |  |  |  |  |  |  | 0     |      |

| Legenda | 1º posto     | 2º posto | 3º posto    | A punti         | Senza punti/Non class.  | Grassetto – Pole position Corsivo – Giro più veloce |
| Legenda | Squalificato | Ritirato | Non partito | Non qualificato | Solo prove/Terzo pilota | Grassetto – Pole position Corsivo – Giro più veloce |